# Râul Nucșoara
Râul Nucșoara este un curs de apă, afluent al Râului Mare. 